# As Mulheres do Meu País
As Mulheres do Meu País é uma obra de Maria Lamas publicada em fascículos de Maio de 1948 a Maio de 1950 que traçou o retrato minucioso da condição da mulher em Portugal nos anos 1940. A obra pretendia mostrar "como vivem e trabalham as mulheres portuguesas", socorrendo-se para isso de uma extensa reportagem fotográfica. O livro  denuncia vigorosamente o regime fascista, ao demonstrar que contrariamente à imagem de "dona de casa" promovida pelo regime, trabalhar fora de casa era a realidade de uma grande parte das mulheres portuguesas. Maria Lamas escreve que "no povo, não há, praticamente, mulheres domésticas […] Quando não são operárias, são trabalhadoras rurais, vendedeiras, criadas de servir ou "mulheres a dias" […] Seria  quase impossível mencionar todas as suas ocupações que vão do roçar mato aos mais delicados bordados, sem contar com as grandes indústrias em que ela ocupa lugar predominante" (Lamas, 1950, p.458).

## História
O livro foi uma resposta da autora ao governador civil de Lisboa quando este mandou encerrar o Conselho Nacional das Mulheres Portuguesas. Maria Lamas produziu 15 fascículos mensais, tendo percorrido o país de norte a sul, do litoral ao interior e ilhas, indo ao lugares mais recônditos para saber como vivia a mulher portuguesa do seu tempo. No prefácio do livro, Maria Lamas descreve assim as suas intenções: "Fui ao encontro das minhas irmãs portuguesas, procurei conhecer e sentir as suas vidas humildes ou desafogadas, as suas aspirações, sintoma alarmante de ignorância, desinteresse e derrota" (Lamas, 1950). 